# خورخي ألبرتو أوربينا
خورخي ألبرتو أوربينا (بالإسبانية: Jorge Alberto Urbina)‏ هو لاعب كرة قدم مكسيكي في مركز الوسط، ولد في 1 ديسمبر 1977 في سيوداد فيكتوريا في المكسيك. لعب مع نادي كوريكامينوس ‏.